# Bastos (piłkarz)
Bartolomeu Jacinto Quissanga (ur. 23 listopada 1991) – angolski piłkarz występujący na pozycji środkowego obrońcy w Botafogo FR oraz w reprezentacji Angoli.

## Kariera klubowa
Bastos do FK Rostów trafił z angolskiego Petro Luanda przed sezonem 2013/2014. W barwach rosyjskiego klubu zdobył Puchar Rosji w 2014 roku. W trakcie sezonu 2016/2017 został kupiony przez S.S. Lazio za 5 milionów euro. W barwach Lazio zdobył Superpuchar Włoch oraz Puchar Włoch.
| Sezon   | Klub       | Rozgrywki           | Mecze | Bramki |
| ------- | ---------- | ------------------- | ----- | ------ |
| 2013/14 | FK Rostów  | Premier Liga        | 17    | 0      |
| 2014/15 | FK Rostów  | Premier Liga        | 29    | 1      |
| 2015/16 | FK Rostów  | Premier Liga        | 26    | 3      |
| 2016/17 | FK Rostów  | Premier Liga        | 3     | 0      |
| 2016/17 | S.S. Lazio | Serie A             | 11    | 0      |
| 2017/18 | S.S. Lazio | Serie A             | 21    | 4      |
| 2018/19 | S.S. Lazio | Serie A             | 18    | 1      |
| 2019/20 | S.S. Lazio | Serie A             | 16    | 1      |
| 2020/21 | S.S. Lazio | Serie A             | 2     | 0      |
| 2020/21 | Al-Ain     | Professional League | 22    | 2      |

## Sukcesy

### FK Rostów
- Puchar Rosji: 2014

### S.S. Lazio Rzym
- Superpuchar Włoch: 2017
- Puchar Włoch: 2018/2019